# Kateřina Netolická
Kateřina Netolická (1. listopadu 1988 – 9. listopadu 2014 Litvínov) byla česká modelka a kickboxerka. Roku 2004 zvítězila v soutěži „Top modelka nového tisíciletí“, což jí umožnilo získat nové zakázky. Mezi první patřilo pořízení fotografií pro módní značku Prada. Následně předváděla na módních přehlídkách, nafotila sérii snímků pro společnost H&M. Objevovala se též na titulních stránkách evropských časopisů. Věnovala se i kickboxu, v němž se počátkem října 2014 stala na pražském turnaji mistryní České republiky v kategorii K-1.
V neděli 9. listopadu 2014 ji v litvínovském bytě jejího tehdejšího partnera, ledního hokejisty Jakuba Petružálka, našel mrtvou Petružálkův bratr. Cizí příčinu smrti na místě nálezu vyloučil zasahující lékař.